# Jaskinia Radochowska

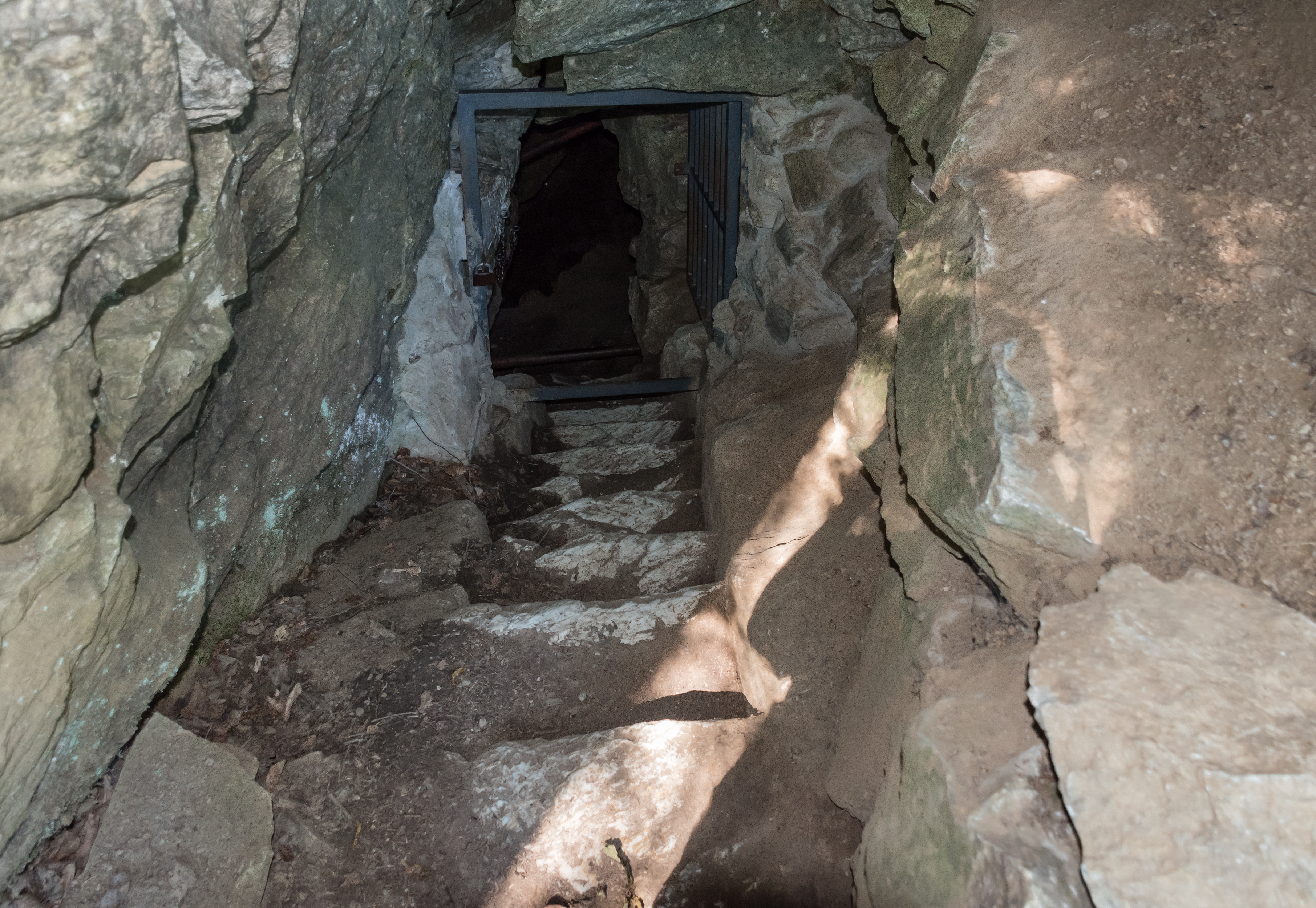
Wejście do jaskini

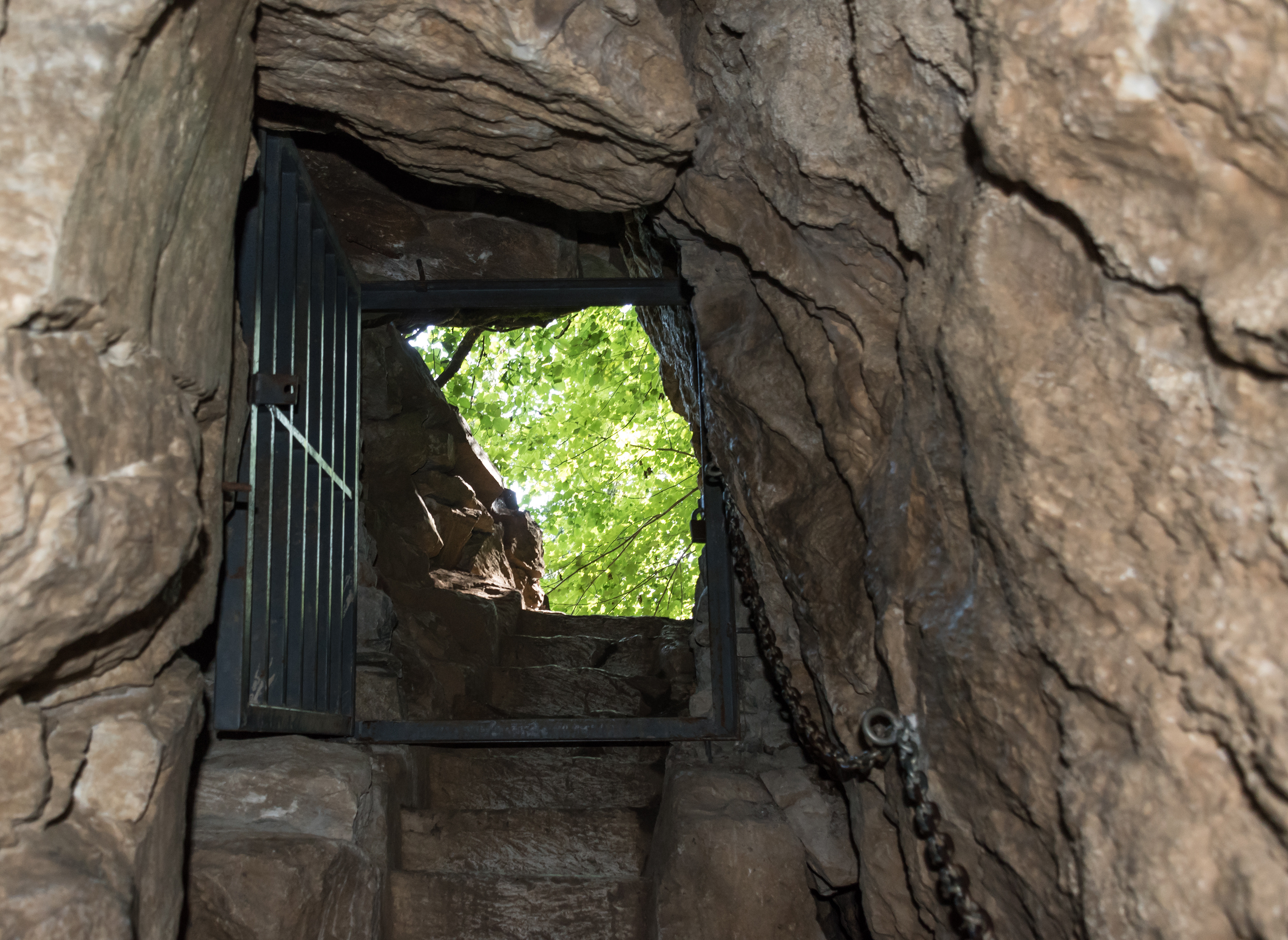
Wyjście z jaskini

Jaskinia Radochowska (niem. Kunzendorfer Höhle, Reyersdorfer Tropfsteinhöhle) – udostępniona do zwiedzania turystycznego jaskinia krasowa w soczewie marmurów, w dolinie potoku Jaskiniec, u stóp Bzowca w Górach Złotych (Sudety Wschodnie), w pobliżu wsi Radochów (gmina Lądek-Zdrój).

## Geologia
Jaskinia Radochowska powstała w pliocenie (5–1,6 mln lat temu) przez wypłukanie się rozpuszczalnych w wodzie marmurów w soczewce białego marmuru, częściowo na kontakcie z łupkami łyszczykowymi (szaro-żółta, krucha skała). Powstała pod erozyjnym działaniem wód wypełniających cały przekrój jej korytarzy i płynących pod dużym ciśnieniem. Pod koniec pliocenu nasilenie erozji okolicznych stoków doprowadziło do pogłębienia doliny, a tym samym do obniżenia koryta przepływającego w pobliżu potoku. Doszło do obniżenia wód krasowych, co doprowadziło do odwodnienia strefy przy otworze jaskini i powstania pustych przestrzeni. Korytarze rozwijały się wzdłuż pęknięć tektonicznych i szczelin. Na ich skrzyżowaniu powstawały większe sale.
W odwodnionych w ten sposób korytarzach rozpoczął się proces osadzania się tzw. namuliska. W skład namuliska w Jaskini Radochowskiej wchodzą zwietrzałe łupki łyszczykowe odpadające od stropu i ścian jaskini oraz pochodzące z powierzchni (nanoszone przez wodę) osady ilaste, gruz, wytrącający się węglan wapnia i substancje organiczne (m.in. kości zwierząt). Namulisko wypełniało prawie całkowicie komory i korytarze jaskini. Zostało ono w większości usunięte w latach 1933–1939. Proces tworzenia się namuliska występuje również współcześnie.

## Historia
Odkryta w II poł. XVIII w. Pierwsza wzmianka o jaskini pochodzi z 1757 r. Już wkrótce potem stała się popularnym celem wycieczek kuracjuszy z Lądka-Zdroju i turystów. Z powodu licznego odwiedzania została dość mocno zniszczona – o dawnej świetności niech świadczą inne jej nazwy: Reyersdorfer Tropsteinhöhle – Radochowska Jaskinia Naciekowa, czy Grota Stalaktytowa. W latach 1933–1947 jaskinia miała stałego opiekuna i przewodnika, którym był emerytowany górnik Heinrich Peregrin. Zawartość namuliska badał w 1935 r. G. Frenzel, a rok później L. Zotz. Znaleziono wtedy kości ok. 20 różnych zwierząt prehistorycznych, a w przedniej części jaskini kości kilkunastu gatunków o wyglądzie współczesnym. W namulisku L. Zotz znalazł również wyroby z kwarcytu i węgielki limby, a w jednej z nisz czaszkę niedźwiedzia jaskiniowego przykrytą skalną płytą, a obok niej 3 kręgi szyjne i żuchwę. Dało to podstawę do przypuszczeń o bytności w tej jaskini człowieka paleolitycznego. Obecnie nie podtrzymuje się tej teorii.
Przed II wojną światową jaskinia była zagospodarowana turystycznie. W pobliżu postawiony był drewniany budynek, który służył jako mieszkanie dla stróża. Była tam również poczekalnia dla turystów, w której w gablotach eksponowano znaleziska paleontologiczne. Gabloty zostały rozkradzione w latach pięćdziesiątych, a budynek spalił się w lipcu pod koniec lat 60. XX wieku.
Prawdopodobnie w listopadzie 1945 r. ujęto w jaskini, mającą tu swą bazę, pięcioosobową grupę dywersyjną Werwolfu. Nie potwierdzają tego jednak inne źródła.

## Warunki przyrodnicze
Posiada (niezbyt bogate, zniszczone) nacieki: wełniaste, kaskadowe i draperie oraz ślady stalaktytów i stalagmitów. Jest to jedna z największych i najlepiej poznanych jaskiń w Sudetach. Wewnątrz znaleziono m.in. kości niedźwiedzia jaskiniowego, hieny jaskiniowej, dzikiego konia, nosorożca włochatego. Żyje tutaj wiele ciekawych przedstawicieli fauny, jak studniczki tatrzańskie, muchówki i prapierścienica jaskiniowa. Jest również miejscem zimowania nietoperzy: nocka dużego, nocka rudego, gacka brunatnego, mopka zachodniego, mroczka późnego.
Obecnie prowadzą do jaskini trzy sztuczne wejścia. Wewnątrz panuje stała temperatura, ok. 9 °C. Jaskinia składa się z niemal równoległego do zbocza wąskiego Korytarza Łącznikowego, biegnącego prawie poziomo oraz kilku poprzecznych, krótszych korytarzy, licznych wnęk i komór. Najbardziej atrakcyjna jest tzw. Komora Gotycka, znajdująca się na przedłużeniu środkowego wejścia. Stanowi ją trójkątna salka z jeziorkiem krasowym o powierzchni ok. 30 m² i głębokości ok. 2 m. System szczelin krasowych jest wciąż czynny, a poziom wody ulega sezonowym wahaniom. Cała jaskinia objęta jest ochroną jako pomnik przyrody nieożywionej.

## Turystyka
Jaskinia jest czynna od maja do września codziennie od 10:00 do 18:00 (ostatnie wejście o 17:20). Grupy oprowadzają wykwalifikowani przewodnicy. Na łące przed jaskinią stoi ogólnodostępna wiata turystyczna. Do jaskini prowadzą szlaki turystyczne:
- zielony z przystanku PKS w Radochowie przy trasie Kłodzko – Lądek-Zdrój (ok. 30 minut),
- niebieski z Lądka-Zdroju przez Radochów i kalwarię na Cierniaku (ok. 80 min).

Z Radochowa możliwy dojazd drogą gruntowo-szutrową.
W latach 90. XX wieku tuż przy jaskini czynna była latem sezonowa studencka baza namiotowa AKG Halny.